# 道 (EXILEの曲)
「道」（みち）は、EXILEの23枚目のシングル。2007年2月14日にrhythm zoneから発売。

## 概要
前作「Lovers Again」から1カ月ぶりのシングル。3カ月連続リリースの第3弾。5枚目のアルバム『EXILE EVOLUTION』の先行シングル。「CD+DVD」「CDのみ」の2形態で発売。完全限定生産で発売。
2008年12月22日からは、リーダーのHIROの母校である横浜市立金沢高等学校の最寄駅の京浜急行電鉄金沢八景駅において、接近メロディとして使用されている。編曲は塩塚博が手掛けた。
卒業、旅立ちをテーマにしたバラードである。2010年3月1日より4夜連続で放送されたフジテレビ系オムニバスドラマ『卒うた』では、卒業や旅立ちを歌った曲がドラマ化され、「第2夜 道」は、同曲が題材となった。

## 主な記録
オリコン週間シングルランキングでは20枚目のシングル「YES!」以来、通算4作目の首位獲得となった。また、黒沢明とロス・プリモスのシングル「ラブユー東京」から数えてオリコン史上1000曲目の首位獲得曲となった。それを記念した贈呈式が、2007年2月27日にオリコン本社で行われた。
「道」は、2014年1月に100万ダウンロードを記録し、日本レコード協会からミリオン認定された。また、2023年9月にストリーミング再生が5000万回を記録し、ゴールド認定された。

## 収録曲

### CD
1. 道
作詞：Shogo Kashida / 作曲：miwa furuse / 編曲：華原大輔 / ストリングスアレンジ：前嶋康明
  - エムティーアイ「music.jp」CMソング[12]
  - 日本テレビ系『音楽戦士 MUSIC FIGHTER』2007年2月度オープニングテーマ[12]
  - 全国カラオケ事業者協会 卒業シーズン推薦ソング
2. 道 -Piano Version-
編曲：中野雄太
3. 道（Instrumental）
4. 道 -Piano Version-（Instrumental）
5. 合唱 道
編曲：若松歓 / 混声三部合唱：NHK東京児童合唱団ザ・ユースクラス/栗友会ユースクワイア
6. 合唱 道（Instrumental）

### DVD
※CD+DVDのみ
1. 道（Video Clip）
2. EXILE関連のインフォメーション
  - ナレーション：ケイ・グラント

## 楽曲の収録アルバム
- EXILE EVOLUTION（#1）
- EXILE BALLAD BEST（#1）
- LOVE SIDE（#1）
- EXTREME BEST (#1)

## カバー

### EXILE TAKAHIROによるカバー
「道」（みち）は、EXILE TAKAHIROの配信限定シングル。2022年11月22日に配信された。

### 概要
前作『I Believe』から11か月ぶりのリリースで、EXILEの曲をセルフカバーする企画「EXILE RESPECT」の配信シングル。本作はMUSIC ＆ MOVIE CARD"ジャケットA ver."と"ジャケットB ver."の2形態でのリリースで、2021年に行われた配信ソロライブ「EXILE TAKAHIRO ONLINE 〜X'mas 大イヴ〜 LIVE」からのライブ音源がそれぞれ2曲ずつ収録される。

### 収録曲

#### ジャケットA ver.
MUSIC CARD
1. 道
作詞：Shogo Kashida / 作曲：miwa furuse / 編曲：中野雄太
2. 道（Instrumental）

MOVIE CARD
EXILE TAKAHIRO ONLINE ～X'mas 大イヴ～ LIVE
1. Heavenly White
2. with...

#### ジャケットB ver.
MUSIC CARD
1. 道
作詞：Shogo Kashida / 作曲：miwa furuse / 編曲：中野雄太
2. 道（Instrumental）

MOVIE CARD
EXILE TAKAHIRO ONLINE ～X'mas 大イヴ～ LIVE
1. あなたへ
2. 抱きしめたい

### その他のアーティストによるカバー
- 音羽ゆりかご会（2009年発売のコンピレーション・アルバム『手紙・まあるいいのち〜卒業&合唱ソングコレクション〜』に収録）